# Night Driver (videojuego)
Night Driver es un videojuego de arcade desarrollado por Atari Inc para su lanzamiento en los Estados Unidos en octubre de 1976, Fue inspirado por la primera moneda alemana Nürburgring 1. Junto con Micronetics' Night Racer y 280 ZZZAP de Midway, Night Driver es uno de los primeros videojuegos de carreras en primera persona y se cree que es uno de los primeros juegos publicados en mostrar gráficos en primera persona en tiempo real.

## Jugabilidad
El jugador controla un automóvil que debe conducirse a lo largo de una carretera durante la noche sin chocar contra los costados de la carretera, tal como lo indican los reflectores del lado de la carretera. El juego se controla con un solo pedal de gasolina, una rueda de dirección y una palanca de cuatro selecciones para cambiar de marcha. El juego que funciona con monedas tenía una opción de tres dificultades: principiante, profesional y experto, desde el cual el jugador podía elegir al inicio del juego. Los giros fueron más agudos y más frecuentes en las pistas más difíciles. A medida que avanza el juego, el camino se hace más angosto y más sinuoso.
El propietario puede establecer la duración del juego a 50, 75, 100 o 125 segundos.  Después de 300 puntos, a un jugador se le otorga un tiempo de bonificación igual al tiempo de juego, pero el puntaje regresa a cero a 1000 puntos, por lo que es posible llegar a 300 puntos más de una vez. Debido a los puntos adicionales recibidos por un juego más difícil, jugar en el entorno experto es, de hecho, el más fácil de conseguir tiempo extra una vez que el jugador domina el juego.
Debido a las limitaciones de la tecnología arcade en ese momento, el automóvil que el jugador conduce no se dibuja realmente en la pantalla. En cambio, el automóvil es un inserto de plástico impreso que se coloca debajo de la pantalla. Además, el hecho de que el automóvil esté conduciendo por la noche hizo que a los programadores les resultara más fácil dibujar el entorno con gráficos limitados en ese momento, ya que la mayoría de las cosas (calles, edificios, ...) no necesitaban dibujarse porque eran supuestamente completamente oscuro.
Había dos versiones del gabinete fabricadas, una vertical y una cabina. La versión vertical tenía una luz negra instalada dentro del gabinete que iluminaba el bisel.

## Puertos
Después del éxito[cita requerida] de la sala de juegos, Rob Fulop llevó el juego al Atari 2600. Utiliza las paletas para controlar el vehículo. El jugador presiona el botón de disparo para acelerar el automóvil hacia adelante y utiliza la paleta para conducir el vehículo; no es posible cambiar de velocidades en esta versión. El juego ofrece ocho variaciones diferentes. Algunos están cronometrados, y el jugador intenta anotar tanto como pueden en 90 segundos, y otros no están cronometrados. Esta versión incluye características que no están presentes en la versión que funciona con monedas, como los vehículos adicionales que el jugador debe evitar, así como mostrar las casas y los árboles a lo largo de los lados de la carretera.
Una versión para el Commodore 64 fue publicada por Commodore en 1982.
Bill Budge escribió un clon Night Driver para Apple II usando el mismo nombre que el original.